# Zielono mi
Zielono mi – piosenka powstała w 1970, do której tekst napisała Agnieszka Osiecka, a autorem muzyki jest Jan Ptaszyn Wróblewski.
Pierwszym wykonawcą utworu był muzyk jazzowy Andrzej Dąbrowski, dla którego był to debiut w roli piosenkarza. Dąbrowski początkowo nie był zainteresowany nagraniem utworu, ponieważ wcześniej nie śpiewał w języku polskim.
Utwór opisuje mężczyznę, który dzięki obecności ukochanej kobiety odczuwa spokój. Powtarzając „zielono mi”, mężczyzna stwierdza, że choć świat jest zły, to jego miłość sprawia, że wszystko nabiera sensu, a dzięki niej jest on w stanie odzyskać równowagę i pogodę ducha.

## Opole 1970
Po tym, jak utwór zdobył tytuł radiowej piosenki miesiąca Polskiego Radia, zakwalifikował się on automatycznie do Krajowego Festiwalu Piosenki Polskiej w Opolu. W czerwcu 1970 Dąbrowski za wykonanie utworu otrzymał nagrodę główną Prezydium Wojewódzkiej Rady Narodowej w Opolu podczas 8. KFPP.

## Opole 1997
28 czerwca 1997 podczas XXXIV Krajowego Festiwalu Piosenki Polskiej w Opolu odbył się koncert „Zielono mi”, który był hołdem dla twórczości Agnieszki Osieckiej. Benefis poprowadziły wspólnie Magda Umer i Agata Passent. Umer, reżyserka widowiska, zaprosiła do udziału najwybitniejszych polskich piosenkarzy i aktorów. Za kierownictwo muzyczne nad koncertem odpowiadał Wojciech Borkowski. Producentem i współtwórcą koncertu był Wojciech Trzciński, dyrektor artystyczny opolskiego festiwalu. Elżbieta Zapendowska w wywiadzie z Jarosławem Wasikiem określiła wydarzenie jako: „przejmujący i mądry koncert, gdzie publiczność była skupiona i niektórych piosenek słuchała w totalnej ciszy”. Widowisko w 2002 zostało wydane na nośniku DVD. Podczas koncertu wystąpili m.in.:

- Hanna Banaszak – „Na całych jeziorach – ty”
- Katarzyna Groniec – „Sztuczny miód”
- Krystyna Janda – „Na zakręcie”
- Maryla Rodowicz – „Małgośka”, „Wariatka tańczy”, „Wielka woda”, „Niech żyje bal”
- Edyta Geppert – „Nie żałuję”
- Grzegorz Turnau – „Deus ex machina”
- Wiktor Zborowski – „Pijmy wino za kolegów”
- Anna Maria Jopek – „Bossa nova do poduszki”
- Justyna Steczkowska – „Sing-sing”
- Janusz Józefowicz – „Cyganek”
- Stanisław Sojka – „Uciekaj, moje serce”
- Mariusz Lubomski – „Zielono mi”
- Zbigniew Zamachowski – „Piosenka o Zielińskiej”
- Piotr Machalica – „Kiedy mnie już nie będzie”
- Anna Szałapak – „Oczy tej małej”, „Grajmy Panu”
- Ewa Bem – „Kolega maj”, „Świat Ordonki”
- André Ochodlo – „Żegnaj mi, Krakowie”

„Zielono mi” to także nazwa Powiatowego Konkursu Recytatorskiego oraz Wokalnego Agnieszki Osieckiej w Kruszwicy. Poświęcony twórczości poetki konkurs skierowany jest do młodzieży szkół gimnazjalnych i ponadgimnazjalnych powiatu inowrocławskiego.
W wywiadzie udzielonym Fundacji „Okularnicy” im. A. Osieckiej, Kasia Nosowska – nawiązując do jej nowej interpretacji – powiedziała o utworze:

Miałam już kiedyś przygodę z „Zielono mi”, tamta wersja ukazała się na płycie charytatywnej „Ladies” Fundacji Porozumienie bez barier. Uważam jednak, że nowy aranż brzmi znacznie ciekawiej, śpiewałam do niego jak natchniona. Utwór jest przepiękny, ale też według mnie dwuznaczny.

Swoje interpretacje piosenki „Zielono mi” wykonywali m.in. Andrzej Zaucha, Anna Maria Jopek, Katarzyna Nosowska, Krzysztof Krawczyk i Anna Serafińska